# Hope Bowdler
Hope Bowdler – wieś i civil parish w Anglii, w hrabstwie Shropshire. W 2011 roku civil parish liczyła 233 mieszkańców. Hope Bowdler jest wspomniana w Domesday Book (1086) jako Fordritishope.